# Ogwr (distrikt)
Ogwr var ett distrikt i grevskapet Mid Glamorgan, i Wales. Detta distrikt hade 134 200 invånare år 1992. Distriktet upprättades den 1 april 1974 genom att stadsdistrikten Bridgend, Maesteg, Ogmore and Garw och Porthcawl slogs ihop med landsdistriktet Penybont. Det avskaffades 1 april 1996 och blev en del av Bridgend och Vale of Glamorgan.